# Strada nazionale 32
La strada nazionale 32 era una strada nazionale del Regno d'Italia, che congiungeva Milano con Piacenza.
Venne istituita nel 1923 con il percorso "Milano - Piacenza".
Nel 1928, in seguito all'istituzione dell'Azienda Autonoma Statale della Strada (AASS) e alla contemporanea ridefinizione della rete stradale nazionale, il suo tracciato costituì il tratto terminale della strada statale 9 Via Emilia.